# Chonocephalus rostamani
Chonocephalus rostamani är en tvåvingeart som beskrevs av Ronald Henry Lambert Disney 2004. Chonocephalus rostamani ingår i släktet Chonocephalus och familjen puckelflugor. Inga underarter finns listade i Catalogue of Life.